# Campionat de Catalunya de futbol
El Campionat de Catalunya de futbol va ser la màxima competició d'aquest esport disputada a Catalunya durant la primera meitat del segle xx. A partir de l'any 1902 els primers classificats del campionat participaven en la Copa d'Espanya.

## Copa Macaya

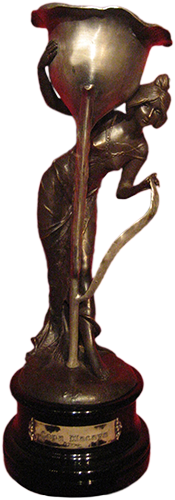
La Copa Macaya

El desembre de 1900, Alfons Macaya (president d'honor de l'Hispània) ofereix un trofeu per a ser disputat en format de lliga entre els diferents clubs. Fou el primer torneig futbolístic disputat a Espanya i el tercer a la península Ibèrica.
Als seus inicis, la competició no tenia un sistema clar de participació i va anar variant el nombre d'equips que disputaven el torneig. També es van produir situacions curioses, com el fet que equips com l'Universitari no disputés alguns partits perquè els seus jugadors havien d'estudiar pels exàmens, o a vegades haver de recórrer a algú del públic per fer d'àrbitre perquè el titular no s'havia presentat.

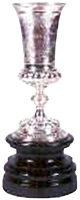
La Copa Barcelona

| Temporada         | Campió        | Segon classificat | Tercer classificat | Part. |
| ----------------- | ------------- | ----------------- | ------------------ | ----- |
| 1900-1901 Detalls | Hispània AC   | FC Barcelona      | Club Espanyol      | 5 (6) |
| 1901-1902 Detalls | FC Barcelona  | Hispània AC       | Club Espanyol      | 5     |
| 1902-1903 Detalls | Club Espanyol | Hispània AC       | FC Internacional   | 3 (5) |

## Copa Barcelona
Després de diverses polèmiques que van sorgir durant la celebració de la temporada 1902-03 de la Copa Macaya, el FC Barcelona va decidir organitzar una nova competició oberta als diferents clubs de la ciutat que rebé el nom de Copa Barcelona.
| Temporada         | Campió       | Segon classificat | Tercer classificat | Part.  |
| ----------------- | ------------ | ----------------- | ------------------ | ------ |
| 1902-1903 Detalls | FC Barcelona | Club Espanyol     | Hispània AC        | 8 (11) |

## Campionat de Catalunya
A partir de la quarta edició l'organització del certamen passa de les mans de Thomas Shields, president del Comitè de la Copa Macaya, a les d'Eduard Alesson, president interí de l'Associació Clubs de Foot-ball. Així, en reunió celebrada el 16 d'octubre de 1903, l'Associació pren l'acord, de cara a la temporada 1903-1904, d'atorgar la copa Macaya en propietat entre els campions de les tres edicions anteriors —Hispània, Barcelona i Espanyol— i oferir un segon trofeu, la Copa Torino, entre tots els altres equips. Com que l'Hispània es dissolgué el 19 de novembre de 1903 no arribà a participar-hi i això deixava la lluita per la Copa Macaya en un duel entre Espanyol i Barcelona, que es decidí finalment pels blanc-i-blaus. La Copa Torino fou per l'Internacional després d'un partit de desempat amb el Català.
Per tant, tot i ser-ne també la copa Macaya el primer premi, la temporada 1903-1904 és considerada la primera del Campionat de Catalunya, en ser regida per un organisme diferent. Aquesta nova competició esdevindrà la competició futbolística més important d'Espanya (fins a l'establiment de la Lliga Espanyola) i amb gran tradició aquells anys a Catalunya. La competició es disputà fins al 1940, any en què el nou règim franquista decidí la supressió del campionat.
A la temporada 1912-1913 es disputaren dos campionats: el dissident de la Foot-ball Associació de Catalunya (afiliats a la dissident U.E.C. espanyola), encapçalat pel Barcelona, i l'oficial de la Federació Catalana. El campionat de la F.A.C. fou abandonat per la manca d'interès quan s'havien disputat 4 jornades i el Barcelona fou considerat guanyador.
El 1917-18 s'estableixen canvis importants per tal d'aconseguir un campionat més professional i ben organitzat. 6 equips disputaran el Campionat de Catalunya A i 6 més el B. El 1924-25 el Campionat de Catalunya A s'amplia a 8 equips.
El 1925-26 el campionat començà amb retard, degut a haver-se clausurat el camp de Les Corts durant 6 mesos en haver estat xiulat l'himne espanyol en un partit d'homenatge a l'Orfeó Català. L'Espanyol va jugar la segona volta amb el segon equip degut a la gira per Amèrica.

La temporada 1928-29, degut a l'inici de la lliga espanyola el campionat es redueix a 6 equips i es juga de setembre a novembre. El 1931-32, la primera categoria s'expandeix a 8 equips, tornant a reduir-se a 6 la temporada 1934-35.
El 1936-37: Havia començat la guerra civil. Catalunya encara restava al marge de les activitats del front, i el Reial Madrid va fer gestions per participar en el campionat català, cosa que no es va acceptar. Aquest any no es disputà la Copa d'Espanya. Els 4 primers classificats del campionat català disputaren la Lliga Mediterrània. L'any 1937-38, el campionat disputat en plena guerra es torna a ampliar a 8 equips.
L'última temporada del Campionat de Catalunya fou la 1939-40. Com la nova Federació del govern feixista no reconegué els campionats disputats durant la guerra a la zona republicana va inscriure a la competició els equips que en tenien dret l'estiu del 1936.
| 1903-1904 Detalls       | Club Espanyol | FC Internacional | Català FC          | 9 (10)        |               |               |               |               |
| 1904-1905 Detalls       | FC Barcelona  | Club Espanyol    | FC Internacional   | 5             |               |               |               |               |
| 1905-1906 Detalls       | FC X          | FC Internacional | FC Barcelona       | 4 (6)         |               |               |               |               |
| 1906-1907 Detalls       | FC X          | FC Barcelona     | Català FC          | 3             |               |               |               |               |
| 1907-1908 Detalls       | FC X          | FC Barcelona     | FC Espanya         | 4 (5)         |               |               |               |               |
| 1908-1909 Detalls       | FC Barcelona  | FC Espanya       | RCD Espanyol       | 5             |               |               |               |               |
| 1909-1910 Detalls       | FC Barcelona  | RCD Espanyol     | Universitary SC    | 7             |               |               |               |               |
| 1910-1911 Detalls       | FC Barcelona  | Català FC        | Universitary SC    | 5             |               |               |               |               |
| 1911-1912 Detalls       | RCD Espanyol  | FC Espanya       | FC Barcelona       | 6             |               |               |               |               |
| 1912-1913 (FCF) Detalls | FC Espanya    | RCD Espanyol     | Universitary SC    | 6             |               |               |               |               |
| 1912-1913 (FAC) Detalls | FC Barcelona  | FC Barcelona C   | Avenç FC           | 6             |               |               |               |               |
| 1913-1914 Detalls       | FC Espanya    | FC Internacional | RCD Espanyol       | 11            |               |               |               |               |
| 1914-1915 Detalls       | RCD Espanyol  | FC Barcelona     | FC Espanya         | 10            |               |               |               |               |
| 1915-1916 Detalls       | FC Barcelona  | FC Espanya       | CE Sabadell        | 9             |               |               |               |               |
| 1916-1917 Detalls       | FC Espanya    | RCD Espanyol     | CE Sabadell        | 7             |               |               |               |               |
| 1917-1918 Detalls       | RCD Espanyol  | FC Espanya       | FC Barcelona       | 6             |               |               |               |               |
| 1918-1919 Detalls       | FC Barcelona  | RCD Espanyol     | FC Espanya         | 6             |               |               |               |               |
| 1919-1920 Detalls       | FC Barcelona  | CE Sabadell      | RCD Espanyol       | 6             |               |               |               |               |
| 1920-1921 Detalls       | FC Barcelona  | CE Europa        | RCD Espanyol       | 6             |               |               |               |               |
| 1921-1922 Detalls       | FC Barcelona  | CE Europa        | L'Avenç de l'Sport | 6             |               |               |               |               |
| 1922-1923 Detalls       | CE Europa     | FC Barcelona     | CE Sabadell        | 6             |               |               |               |               |
| 1923-1924 Detalls       | FC Barcelona  | CE Europa        | RCD Espanyol       | 6             |               |               |               |               |
| 1924-1925 Detalls       | FC Barcelona  | RCD Espanyol     | UE Sants           | 8             |               |               |               |               |
| 1925-1926 Detalls       | FC Barcelona  | UE Sants         | CE Sabadell        | 8             |               |               |               |               |
| 1926-1927 Detalls       | FC Barcelona  | CE Europa        | RCD Espanyol       | 8             |               |               |               |               |
| 1927-1928 Detalls       | FC Barcelona  | CE Europa        | RCD Espanyol       | 8             |               |               |               |               |
| 1928-1929 Detalls       | RCD Espanyol  | CE Europa        | FC Barcelona       | 6             |               |               |               |               |
| 1929-1930 Detalls       | FC Barcelona  | RCD Espanyol     | CE Europa          | 6             |               |               |               |               |
| 1930-1931 Detalls       | FC Barcelona  | CE Sabadell      | FC Badalona        | 6             |               |               |               |               |
| 1931-1932 Detalls       | FC Barcelona  | RCD Espanyol     | CE Júpiter         | 8             |               |               |               |               |
| 1932-1933 Detalls       | RCD Espanyol  | FC Barcelona     | FC Palafrugell     | 8             |               |               |               |               |
| 1933-1934 Detalls       | CE Sabadell   | RCD Espanyol     | FC Barcelona       | 8             |               |               |               |               |
| 1934-1935 Detalls       | FC Barcelona  | CE Sabadell      | CE Júpiter         | 6             |               |               |               |               |
| 1935-1936 Detalls       | FC Barcelona  | FC Badalona      | CE Sabadell        | 6             |               |               |               |               |
| 1936-1937 Detalls       | RCD Espanyol  | FC Barcelona     | Girona FC          | 6             |               |               |               |               |
| 1937-1938 Detalls       | FC Barcelona  | CE Júpiter       | FC Badalona        | 8             |               |               |               |               |
| 1938-1939               | No es disputà | No es disputà    | No es disputà      | No es disputà | No es disputà | No es disputà | No es disputà | No es disputà |
| 1939-1940 Detalls       | RCD Espanyol  | Girona FC        | FC Barcelona       | 6             |               |               |               |               |

## Palmarès
| FC Barcelona | 23 | títols | Copa Macaya | Copa Barcelona | Campionat de Catalunya · Campionat de Catalunya · Campionat de Catalunya · Campionat de Catalunya · Campionat de Catalunya · Campionat de Catalunya · Campionat de Catalunya · Campionat de Catalunya · Campionat de Catalunya · Campionat de Catalunya · Campionat de Catalunya · Campionat de Catalunya · Campionat de Catalunya · Campionat de Catalunya · Campionat de Catalunya · Campionat de Catalunya · Campionat de Catalunya · Campionat de Catalunya · Campionat de Catalunya · Campionat de Catalunya · Campionat de Catalunya |
| RCD Espanyol | 9  | títols | Copa Macaya |                | Campionat de Catalunya · Campionat de Catalunya · Campionat de Catalunya · Campionat de Catalunya · Campionat de Catalunya · Campionat de Catalunya · Campionat de Catalunya · Campionat de Catalunya |
| FC Espanya   | 3  | títols |             |                | Campionat de Catalunya · Campionat de Catalunya · Campionat de Catalunya |
| FC X         | 3  | títols |             |                | Campionat de Catalunya · Campionat de Catalunya · Campionat de Catalunya |
| CE Sabadell  | 1  | títol  |             |                | Campionat de Catalunya |
| CE Europa    | 1  | títol  |             |                | Campionat de Catalunya |
| Hispània AC  | 1  | títol  | Copa Macaya |                | |

## Classificació històrica
La classificació històrica del Campionat de Catalunya de futbol és una classificació que recopila tots els partits, resultats, punts i gols de tots els equips que han participat en el Campionat de Catalunya de futbol, des de la seva creació l'any 1900 fins a la seva desaparició el 1940. La classificació inclou els resultats de la Copa Macaya, la Copa Barcelona i el campionat de la Football Associació de Catalunya, considerats també oficials. Les temporades 1902-1903 i 1912-1913 es disputaren dos campionats.
Aquesta classificació s'ha fet amb les dades recopilades a través de les hemeroteques de Los Deportes, Mundo Deportivo i La Vanguardia. La classificació pot contenir errors a causa de la inexactitud de les dades publicades aquells anys.
| Pos | Equip                | Temp | Punts | PJ  | PG  | PE | PP  | GF   | GC  | DG   | 1r | 2n | 3r | Debut         | Darrer        | MP |
| --- | -------------------- | ---- | ----- | --- | --- | -- | --- | ---- | --- | ---- | -- | -- | -- | ------------- | ------------- | -- |
| 1   | FC Barcelona         | 39   | 644   | 402 | 301 | 42 | 59  | 1356 | 386 | 970  | 23 | 7  | 7  | 1900-1901     | 1939-1940     | 1  |
| 2   | RCD Espanyol         | 37   | 513   | 398 | 231 | 51 | 117 | 922  | 520 | 402  | 9  | 11 | 9  | 1900-1901     | 1939-1940     | 1  |
| 3   | CE Sabadell          | 24   | 241   | 272 | 98  | 45 | 129 | 442  | 530 | -88  | 1  | 3  | 3  | 1914-1915     | 1939-1940     | 1  |
| 4   | FC Espanya           | 18   | 203   | 190 | 89  | 25 | 76  | 323  | 295 | 28   | 3  | 4  | 3  | 1907-1908     | 1927-1928     | 1  |
| 5   | CE Europa            | 14   | 195   | 164 | 81  | 33 | 50  | 362  | 260 | 102  | 1  | 6  | 1  | 1919-1920     | 1937-1938     | 1  |
| 6   | CF Badalona          | 16   | 122   | 175 | 50  | 22 | 103 | 255  | 431 | -176 | 0  | 1  | 2  | 1912-1913 (2) | 1939-1940     | 2  |
| 7   | FC Internacional     | 14   | 121   | 136 | 51  | 19 | 66  | 212  | 235 | -23  | 0  | 3  | 3  | 1902-1903 (1) | 1921-1922     | 2  |
| 8   | UE Sants             | 9    | 91    | 110 | 36  | 19 | 55  | 182  | 224 | -42  | 0  | 1  | 1  | 1922-1923     | 1932-1933     | 2  |
| 9   | Universitary SC      | 10   | 85    | 95  | 36  | 13 | 46  | 167  | 191 | -24  | 0  | 0  | 3  | 1901-1902     | 1916-1917     | 3  |
| 10  | CE Júpiter           | 8    | 85    | 96  | 38  | 10 | 48  | 174  | 219 | -45  | 0  | 1  | 2  | 1929-1930     | 1937-1938     | 2  |
| 11  | Català FC            | 14   | 80    | 119 | 35  | 10 | 74  | 179  | 385 | -206 | 0  | 1  | 2  | 1901-1902     | 1914-1915     | 2  |
| 12  | Girona FC            | 6    | 61    | 68  | 25  | 12 | 31  | 106  | 107 | -1   | 0  | 1  | 1  | 1933-1934     | 1939-1940     | 2  |
| 13  | Hispània AC          | 4    | 52    | 34  | 25  | 2  | 7   | 109  | 30  | 79   | 1  | 2  | 1  | 1900-1901     | 1902-1903 (2) | 1  |
| 14  | Terrassa FC          | 5    | 50    | 66  | 20  | 10 | 36  | 98   | 165 | -67  | 0  | 0  | 0  | 1924-1925     | 1928-1929     | 4  |
| 15  | FC Palafrugell       | 3    | 33    | 42  | 12  | 9  | 21  | 54   | 100 | -46  | 0  | 0  | 1  | 1931-1932     | 1933-1934     | 3  |
| 16  | Granollers SC        | 4    | 32    | 48  | 13  | 6  | 29  | 72   | 129 | -57  | 0  | 0  | 0  | 1933-1934     | 1939-1940     | 4  |
| 17  | FC X                 | 5    | 31    | 40  | 15  | 1  | 24  | 39   | 65  | -26  | 3  | 0  | 0  | 1903-1904     | 1907-1908     | 1  |
| 18  | FC Martinenc         | 5    | 28    | 66  | 10  | 8  | 48  | 83   | 217 | -134 | 0  | 0  | 0  | 1923-1924     | 1932-1933     | 6  |
| 19  | Atlètic de Sabadell  | 4    | 27    | 42  | 12  | 3  | 27  | 38   | 93  | -55  | 0  | 0  | 0  | 1915-1916     | 1918-1919     | 4  |
| 20  | Avenç FC             | 6    | 26    | 50  | 10  | 6  | 34  | 60   | 107 | -47  | 0  | 1  | 0  | 1912-1913 (2) | 1922-1923     | 2  |
| 21  | Salut SC             | 2    | 17    | 30  | 8   | 1  | 21  | 46   | 98  | -52  | 0  | 0  | 0  | 1902-1903 (2) | 1903-1904     | 5  |
| 22  | Joventut FC          | 1    | 11    | 16  | 5   | 1  | 10  | 22   | 57  | -35  | 0  | 0  | 0  | 1903-1904     | 1903-1904     | 6  |
| 23  | Irish FC             | 1    | 10    | 14  | 4   | 2  | 8   | 25   | 24  | 1    | 0  | 0  | 0  | 1902-1903 (2) | 1902-1903 (2) | 5  |
| 24  | FC Sant Gervasi      | 1    | 8     | 16  | 3   | 2  | 11  | 12   | 95  | -83  | 0  | 0  | 0  | 1903-1904     | 1903-1904     | 7  |
| 25  | Reial Polo JC        | 1    | 7     | 10  | 3   | 1  | 6   | 9    | 23  | -14  | 0  | 0  | 0  | 1912-1913 (1) | 1912-1913 (1) | 4  |
| 26  | Ibèria SC            | 1    | 7     | 14  | 3   | 1  | 10  | 10   | 25  | -15  | 0  | 0  | 0  | 1902-1903 (2) | 1902-1903 (2) | 7  |
| 27  | Club T.B.H.          | 1    | 6     | 8   | 3   | 0  | 5   | 12   | 13  | -1   | 0  | 0  | 0  | 1914-1915     | 1914-1915     | 7  |
| 28  | Casual SC            | 1    | 6     | 10  | 3   | 0  | 7   | 11   | 25  | -14  | 0  | 0  | 0  | 1912-1913 (1) | 1912-1913 (1) | 5  |
| 29  | FC Barcelona C       | 1    | 5     | 4   | 2   | 1  | 1   | 8    | 5   | 3    | 0  | 0  | 1  | 1912-1913 (2) | 1912-1913 (2) | 3  |
| 30  | FC Numància          | 3    | 5     | 27  | 2   | 1  | 24  | 17   | 100 | -83  | 0  | 0  | 0  | 1911-1912     | 1913-1914     | 5  |
| 31  | FC Barcelona B       | 1    | 4     | 4   | 2   | 0  | 2   | 9    | 8   | 1    | 0  | 0  | 0  | 1912-1913 (2) | 1912-1913 (2) | 4  |
| 32  | Star FC              | 1    | 4     | 12  | 2   | 0  | 10  | 1    | 30  | -29  | 0  | 0  | 0  | 1909-1910     | 1909-1910     | 6  |
| 33  | AUF Tarragona        | 1    | 4     | 8   | 2   | 0  | 6   | 0    | 30  | -30  | 0  | 0  | 0  | 1900-1901     | 1900-1901     | 4  |
| 34  | FC Central           | 1    | 2     | 12  | 1   | 0  | 11  | 5    | 40  | -35  | 0  | 0  | 0  | 1909-1910     | 1909-1910     | 7  |
| 35  | Club Franco-Espanyol | 1    | 2     | 8   | 1   | 0  | 7   | 0    | 54  | -54  | 0  | 0  | 0  | 1900-1901     | 1900-1901     | 5  |
| 36  | Ibèric FC            | 1    | 2     | 16  | 0   | 2  | 14  | 4    | 70  | -66  | 0  | 0  | 0  | 1903-1904     | 1903-1904     | 9  |

|  | Club en actiu    |
|  | Club desaparegut |

## Temporada a temporada
- A "participants" es mostren el nombre d'equips cada temporada. Si hi ha xifra entre parèntesis, correspon al nombre d'equipos que finalitzaren el campionat. (ab = abandonament)
- Es mostren en negreta els equips campions i subrallats els que disputaren el campionat d'Espanya, bé per ser campions (encara que alguns renunciaren), bé mitjançant qualsevol sistema classificatòri.
- Temporades amb 2 campionats: 1902-03 CM = Copa Macaya / CB = Copa Barcelona i 1912-13 FCCF = Federació Catalana de Clubs de Futbol / FAC = Football Associació de Catalunya. En tots dos casos s'indiquen les posicions dels clubs als 2 campionats separades amb una barra "/"
- ▼=equips que van descendir a la 2a categoria. Els ascensos (▲) es fan constar a la temporada en què van produir-se sense indicació de posició i així (=▲) si es produeixen mitjançant promoció. Quan un equip juga la promoció i es manté (=) i quan descendeix (=▼)

|    | Temporades   | 1900 1901 | 1901 1902 | 1902 1903        | 1903 1904 | 1904 1905 | 1905 1906 | 1906 1907 | 1907 1908 | 1908 1909 | 1909 1910 | 1910 1911 | 1911 1912 | 1912 1913    | 1913 1914 | 1914 1915 | 1915 1916 | 1916 1917 | 1917 1918 | 1918 1919 | 1919 1920 |
|    | Participants | 5         | 5         | CM/CB 5(3)/11(8) | 10(9)     | 5         | 6(4)      | 3         | 5(4)      | 5         | 7         | 5         | 6         | FCCF/FAC 6/6 | 11(9)     | 10        | 9         | 7         | 6         | 6         | 6         |
| -- | ------------ | --------- | --------- | ---------------- | --------- | --------- | --------- | --------- | --------- | --------- | --------- | --------- | --------- | ------------ | --------- | --------- | --------- | --------- | --------- | --------- | --------- |
| 1  | FCB          | 2n        | 1r        | ab/1r            | 4t        | 1r        | 3r        | 2n        | 2n        | 1r        | 1r        | 1r        | 3r        | -/1r         | 4t        | 2n        | 1r        | 3r        | 3r        | 1r        | 1r        |
| 2  | Espanyol     | 3r        | 3r        | 1r/2n            | 1r        | 2n        | ab        |           |           | 3r        | 2n        | 5é        | 1r        | 2n/-         | 3r        | 1r        | 3r        | 2n        | 1r        | 2n        | 3r        |
| 3  | Sabadell     |           |           |                  |           |           |           |           |           |           |           |           |           |              | ▲         | 5é        | 4t        | 4t        | 5é        | 5é        | 2n        |
| 4  | Espanya      |           |           |                  |           |           |           |           | 3r        | 2n        | 4t        | 4t        | 2n        | 1r/-         | 1r        | 3r        | 2n        | 1r        | 2n        | 3r        | 6é=       |
| 5  | Europa       |           |           |                  |           |           |           |           |           |           |           |           |           |              |           |           |           |           |           | =▲        | 4t        |
| 6  | Badalona     |           |           |                  |           |           |           |           |           |           |           |           |           | -/5é         | 6é        | 6é        | 9é▼       |           |           |           |           |
| 7  | Inter        |           |           | 3r/6é            | 2n        | 3r        | 2n        |           |           |           |           |           |           | 3r/-         | 2n        | 8é        | 7é=       | 6é        | 6é=       | 4t        | 5é        |
| 9  | Uni          |           | 4t        | ab/ab            |           |           |           |           | ab        | 5é        | 3r        | 3r        | 4t        |              | 5é        | 4t        | 5é        | 7é▼       |           |           |           |
| 11 | Català       |           | 5é        | -/4t             | 3r        | 4t        | 4t        | 3r        | 4t        | 4t        | 5é        | 2n        | 6é        | -/6é         | 7é        | 10é▼      |           |           |           |           |           |
| 13 | Hispània     | 1r        | 2n        | 2n/3r            |           |           |           |           |           |           |           |           |           |              |           |           |           |           |           |           |           |
| 17 | FC X         |           |           | -/ab             | 8é        | 5é        | 1r        | 1r        | 1r        |           |           |           |           |              |           |           |           |           |           |           |           |
| 19 | Atlètic      |           |           |                  |           |           |           |           |           |           |           |           |           |              |           | ▲         | 6é        | 5é        | 4t        | 6é=▼      |           |
| 20 | Avenç        |           |           |                  |           |           |           |           |           |           |           |           |           | -/2n         | 8é        | 9é        | 8é▼       |           |           |           |           |
| 21 | Salut        |           |           | -/8é             | 5é        |           |           |           |           |           |           |           |           |              |           |           |           |           |           |           |           |
| 22 | Joventut     |           |           |                  | 6é        |           | ab        |           |           |           |           |           |           |              |           |           |           |           |           |           |           |
| 23 | Irish        |           |           | -/5é             |           |           |           |           |           |           |           |           |           |              |           |           |           |           |           |           |           |
| 24 | S. Ger       |           |           |                  | 7é        |           |           |           |           |           |           |           |           |              |           |           |           |           |           |           |           |
| 25 | Polo         |           |           |                  |           |           |           |           |           |           |           |           |           | 4t/-         | ab▼       |           |           |           |           |           |           |
| 26 | Ibèria       |           |           | -/7é             | ab        |           |           |           |           |           |           |           |           |              |           |           |           |           |           |           |           |
| 27 | TBH          |           |           |                  |           |           |           |           |           |           |           |           |           |              | ab        | 7é▼       |           |           |           |           |           |
| 28 | Casual       |           |           |                  |           |           |           |           |           |           |           |           |           | 5é/-         |           |           |           |           |           |           |           |
| 29 | FCB C        |           |           |                  |           |           |           |           |           |           |           |           |           | -/3r         |           |           |           |           |           |           |           |
| 30 | Numància     |           |           |                  |           |           |           |           |           |           |           |           | 5é        | 6é/-         | 9é▼       |           |           |           |           |           |           |
| 31 | FCB B        |           |           |                  |           |           |           |           |           |           |           |           |           | -/4t         |           |           |           |           |           |           |           |
| 32 | Star         |           |           |                  |           |           |           |           |           |           | 6é        |           |           |              |           |           |           |           |           |           |           |
| 33 | TGN          | 4t        |           |                  |           |           |           |           |           |           |           |           |           |              |           |           |           |           |           |           |           |
| 34 | Central      |           |           |                  |           |           |           |           |           |           | 7é        |           |           |              |           |           |           |           |           |           |           |
| 35 | Franco-E     | 5é        |           |                  |           |           |           |           |           |           |           |           |           |              |           |           |           |           |           |           |           |
| 36 | Ibèric       |           |           |                  | 9é        |           |           |           |           |           |           |           |           |              |           |           |           |           |           |           |           |

- 1920-21 (*) segon lloc compartit
- 1936-37, per la guerra civil, no es disputà cap competició espanyola. Els subrallats es classificaren per la Lliga Mediterrània
- 1937-38, pel mateix motiu, tampoc es disputà la Lliga Mediterràna. Els subrallats es classificaren per la Lliga Catalana
- 1938-39 no es disputa el campionat per la guerra i el govern feixista no reconeix els ascensos produïts durant la guerra: Europa i Júpiter perden la categoria (▼)

|    | Temporades   | 1920 1921 | 1921 1922 | 1922 1923 | 1923 1924 | 1924 1925 | 1925 1926 | 1926 1927 | 1927 1928 | 1928 1929 | 1929 1930 | 1930 1931 | 1931 1932 | 1932 1933 | 1933 1934 | 1934 1935 | 1935 1936 | 1936 1937 | 1937 1938 | 1938 1939 | 1939 1940 |
|    | Participants | 6         | 6         | 6         | 6         | 8         | 8         | 8         | 8         | 6         | 6         | 6         | 8         | 8         | 8         | 6         | 6         | 6         | 8         | 0         | 6         |
| -- | ------------ | --------- | --------- | --------- | --------- | --------- | --------- | --------- | --------- | --------- | --------- | --------- | --------- | --------- | --------- | --------- | --------- | --------- | --------- | --------- | --------- |
| 1  | FCB          | 1r        | 1r        | 2n        | 1r        | 1r        | 1r        | 1r        | 1r        | 3r        | 1r        | 1r        | 1r        | 2n        | 3r        | 1r        | 1r        | 2n        | 1r        |           | 3r        |
| 2  | Espanyol     | 2n*       | 6é=       | 4t        | 3r        | 2n        | 7é        | 3r        | 3r        | 1r        | 2n        | 5é        | 2n        | 1r        | 2n        | 4t        | 4t        | 1r        | 6é        |           | 1r        |
| 3  | Sabadell     | 5é        | 5é        | 3r        | 4t        | 6é        | 3r        | 5é        | 4t        | 5é=▼      | =▲        | 2n        | 4t        | 5é        | 1r        | 2n        | 3r        | 5é        | 8é        |           | 6é        |
| 4  | Espanya      | 6é=▼      |           |           | ▲         | 7é        | 5é        | 6é        | 8é▼       |           |           |           |           |           |           |           |           |           |           |           |           |
| 5  | Europa       | 2n*       | 2n        | 1r        | 2n        | 5é        | 4t        | 2n        | 2n        | 2n        | 3r        | 4t        | 8é=▼      |           |           |           |           | ▲         | 4t        | (▼)       |           |
| 6  | Badalona     |           |           |           |           |           | =▲        | 8é=       | 5é▼       | =▲        | 4t=       | 3r        | 5é        | 8é=       | 8é=       | 6é=       | 2n        | 6é        | 3r        |           | 4t        |
| 7  | Inter        | 4t        | 3r        |           |           |           |           |           |           |           |           |           |           |           |           |           |           |           |           |           |           |
| 8  | Sants        |           |           | 5é        | 5é        | 3r        | 2n        | 4t        | 6é        | 4t=       | 5é=▼      |           | =▲        | 6é=▼      |           |           |           |           |           |           |           |
| 10 | Júpiter      |           |           |           |           |           |           |           |           | =▲        | 6é=       | 6é=       | 3r        | 4t        | 4t        | 3r        | 6é▼       | ▲         | 2n        | (▼)       |           |
| 12 | Girona       |           |           |           |           |           |           |           |           |           |           |           |           | =▲        | 5é        | 5é=       | 5é        | 3r        | 5é        |           | 2n        |
| 14 | Terrassa     |           |           |           | ▲         | 4t        | 6é        | 7é        | 7é        | 6é=▼      |           |           |           |           |           |           |           |           |           |           |           |
| 15 | Palafr.      |           |           |           |           |           |           |           |           |           |           | ▲         | 6é=       | 3r        | 7é=▼      |           |           |           |           |           |           |
| 16 | Granoll.     |           |           |           |           |           |           |           |           |           |           |           |           | =▲        | 6é=▼      |           | ▲         | 4t        | 7é        |           | 5é        |
| 18 | Martinenc    |           |           | =▲        | 6é        | 8é=       | 8é=▼      |           |           |           |           | ▲         | 7é=       | 7é=▼      |           |           |           |           |           |           |           |
| 20 | Avenç        | =▲        | 4t        | 6é=▼      |           |           |           |           |           |           |           |           |           |           |           |           |           |           |           |           |           |